# Хакль, Антон
Антон Хакль (нем. Anton Hackl; 25 марта 1915, Регенсбург — 10 июля 1984, там же) — немецкий военный летчик-ас времен Третьего Рейха. Один из немногих немецких боевых летчиков Люфтваффе, прошел сквозь мировую войну от начала до конца. В течение Второй мировой войны совершил более 1000 боевых вылетов, одержав 192 победы в воздухе. Майор (1945) Люфтваффе. Кавалер Рыцарского креста Железного креста с дубовыми листьями и мечами (1944).